# 霍斯托梅尔市镇
霍斯托梅爾镇级市镇（烏克蘭語：Гостомельська селищна громада）是乌克兰基辅州布恰区的一个市镇，行政中心为霍斯托梅爾。市镇面积为66.56平方公里，人口数量为25,841人（2020年）。

## 聚居点
该市镇包括一个市级镇（霍斯托梅爾）和3个村庄：
- 霍伦卡
- 莫遜
- 奥泽拉